# Championnat de République dominicaine de football 2007
Navigation
Saison 2004-2005 Saison 2009
La saison 2007 du Championnat de République dominicaine de football est la quatrième édition de la Liga Mayor, le championnat de première division en République dominicaine. Les sept équipes engagées sont regroupées au sein d'une poule unique, où elles s’affrontent à trois reprises. Il n'y a ni promotion, ni relégation en fin de saison.
C'est le Club Barcelona Atlético qui est sacré cette saison après avoir terminé en tête du classement final, avec trois points d'avance sur le Deportivo Pantoja et six sur le Moca Fútbol Club. Il s’agit du quatrième titre de champion de République dominicaine de l’histoire du club.

## Les clubs participants
- Club Barcelona Atlético
- Montellano Fútbol Club - Promu de D2
- Deportivo Pantoja
- Atlético San Cristóbal
- Don Bosco Moca
- Don Bosco Jarabacoa
- Casa de España Santo Domingo - Promu de D2
- La Romana Fútbol Club

## Compétition
Le barème utilisé pour établir le classement est le suivant :
- Victoire : 3 points
- Match nul : 1 point
- Défaite : 0 point

### Classement
| Rang | Équipe                       | Pts | J  | G  | N | P  | Bp | Bc | Diff |
| ---- | ---------------------------- | --- | -- | -- | - | -- | -- | -- | ---- |
| 1    | Club Barcelona Atlético      | 42  | 20 | 13 | 3 | 4  | 41 | 22 | +19  |
| 2    | Deportivo PantojaT           | 39  | 20 | 12 | 3 | 5  | 28 | 14 | +14  |
| 3    | Don Bosco Moca               | 36  | 20 | 10 | 6 | 4  | 41 | 22 | +19  |
| 4    | SDB Jarabacoa                | 31  | 20 | 9  | 4 | 7  | 29 | 21 | +8   |
| 5    | Atlético San Cristóbal       | 26  | 20 | 7  | 5 | 8  | 32 | 26 | +6   |
| 6    | Casa de España Santo Domingo | 22  | 20 | 6  | 4 | 10 | 23 | 44 | -21  |
| 7    | Montellano Fútbol Club       | 18  | 20 | 4  | 6 | 10 | 16 | 25 | -9   |
| 8    | La Romana Fútbol Club        | 10  | 20 | 3  | 1 | 16 | 20 | 56 | -36  |

|  | Champion de République dominicaine 2007 |
|  | T : Tenant du titre                     |

## Bilan de la saison
| Championnat de République dominicaine de football 2007 |                                    |
| Champion                                               | Club Barcelona Atlético (4e titre) |
| Promotions et relégations                              |                                    |
| Promus en Liga Mayor                                   | Aucun                              |
| Relégués                                               | Aucun                              |